# Isla Andamán del Sur
La isla Andamán del Sur (en inglés: South Andaman Island) es la isla más meridional de las islas Gran Andamán y concentra la mayor parte de la población de las Islas Andamán. Puerto Blair (Port Blair), la capital de las islas, está situada en la parte sur de la isla. Algunas zonas de la isla son zonas restringidas para los no-nativos; sin embargo, las autorizaciones de tránsito se pueden obtener a través del Ministerio del Interior. Al igual que el resto del archipiélago, fue golpeada por el terremoto del océano Índico de 2004, produciendo muchas muertes en la isla.
Andamán del Sur es la tercera isla más grande en su archipiélago. Se encuentra inmediatamente al sur de la Isla Andamán del Medio, de la que está separada solo por un estrecho canal, de unos pocos cientos de metros de ancho. La isla tiene 93 km de largo y 31 km de ancho, y su superficie es de 1.211 km².  
Andamán del Sur es menos montañosa que la más septentrional de las Islas Andamán. Koiob es el punto más elevado y alcanza una altura de 456,6 metros.

## Demografía
Tenía una población de 181 949 habitantes según el censo de 2001.En el censo de 2011, la población ascendía a 209 602 personas.
Puerto Blair, la mayor ciudad de la isla, se encuentra en la parte meridional. Otras localidades son Bambooflat, Prothrapur y Garacharma. El norte de Andaman tenía una población de 209 602 en el censo de 2011. La población de todas las islas Andamán y Nicobar era de 356.152 habitantes en 2001. La tasa de alfabetización efectiva (es decir, la tasa de alfabetización de la población, excluidos los niños de 6 años o menos) es del 80,6%.

## Economía
Andamán del Sur desempeña un papel muy importante en el sector turístico, ya que sirve como punto de entrada al archipiélago. En Puerto Blair hay muchos operadores turísticos o agencias de viajes.